# Condado de Lancaster (Nebraska)
El condado de Lancaster (en inglés: Lancaster County), fundado en 1854, es un condado del estado estadounidense de Nebraska. En el año 2000 tenía una población de 250.291 habitantes con una densidad de población de 120 personas por km². La sede del condado es Lincoln que es la segunda ciudad más populosa del estado.

## Geografía
Según la oficina del censo el condado tiene una superficie total de 2194 km² (847,1 mi²), de los que 2173 km² (839 mi²) son tierra y 21 km² (8,1 mi²) (0,92%) son agua.

## Condados adyacentes
- Condado de Saunders - (norte)
- Condado de Cass - (noreste)
- Condado de Otoe - (sureste)
- Condado de Johnson - (sureste)
- Condado de Gage - (sur)
- Condado de Saline - (suroeste)
- Condado de Seward - (noroeste)
- Condado de Butler - (noroeste)

## Demografía
Según el 2000 la renta per cápita media de los habitantes del condado era de 41.850 dólares y el ingreso medio de una familia era de 53.676 dólares. En el año 2000 los hombres tenían unos ingresos anuales 34.720 dólares frente a los 25.614 dólares que percibían las mujeres. El ingreso por habitante era de 21.265 dólares y alrededor de un 9.50% de la población estaba bajo el umbral de pobreza nacional.

## Ciudades y pueblos
- Hickman
- Lincoln
- Waverly
- Bennet
- Davey
- Denton
- Firth
- Hallam
- Malcolm
- Panama
- Raymond
- Roca
- Sprague